# Barriers Swept Aside
Barriers Swept Aside (o Barriers Swept Away) è un cortometraggio muto del 1915 diretto da Robert G. Vignola e sceneggiato da Hamilton Smith. Prodotto dalla Kalem, aveva come interpreti Harry Millarde, Anna Q. Nilsson, Henry Hallam e John E. Mackin.

## Produzione
Il film fu prodotto dalla Kalem Company.

## Distribuzione
Distribuito dalla General Film Company, il film - un cortometraggio in due bobine - uscì nelle sale cinematografiche statunitensi il 1º marzo 1915.